# مانسلونا، میشیگان
مانسلونا (به انگلیسی: Mancelona Township) یک منطقهٔ مسکونی در ایالات متحده آمریکا است که در شهرستان انتریم، میشیگان واقع شده‌است.
 مانسلونا ۱۸۴٫۹ کیلومتر مربع مساحت و ۴٬۴۰۰ نفر جمعیت دارد و ۴۰۸ متر بالاتر از سطح دریا واقع شده‌است.